# Region Strudengau
Die Leader Region Strudengau war in den Förderperioden 2000 bis 2006 und 2007 bis 2013 ein Regionalverband von 18 oberösterreichischen Gemeinden im südöstlichen Teil des Mühlviertels im Bezirk Perg. Für die Förderperiode 2014 bis 2020 wurde der Kreis der teilnehmenden Gemeinden um 6 auf 24 erhöht und die Bezeichnung auf Region Perg-Strudengau erweitert. 
In der Förderregion wohnen mehr als 63.000 Einwohner. Der Verein hat seinen Sitz in Waldhausen.

## Struktur
Die als Verein organisierte Region Perg-Strudengau beschäftigte einen hauptamtlichen Geschäftsführer für die Koordination der Projekte. Im Vorstand sind insbesondere Gemeinderäte aus den Mitgliedergemeinden und Zivilpersonen vertreten, ebenso im Projektauswahlgremium. In der Förderperiode wurden Themenverantwortliche für die Bereiche Tourismus, Natur, Kultur, Erneuerbare Energie, Land- und Forstwirtschaft sowie Wirtschaft und Nahversorgung ernannt.

## Geographie
Die LEADER Region umfasste Gemeinden in den drei Natur- und Kulturlandschaften Strudengau, Machland und Hügelland des östlichen Mühlviertels.
Der im Naarntal zwischen Rechberg (Oberösterreich) und Allerheiligen gelegene Teil des Region gehört zum Natura-2000-Gebiet Waldaist-Naarn. Ein Großteil des Naturparks Mühlviertel befindet sich in der Region.
Von 2008 bis 2012 wurde in der Region das größte Hochwasserschutzprojekt Österreichs und Mitteleuropas, der Machlanddamm errichtet.
Damit wurden die sechs südlichen, an der Donau gelegenen Gemeinden Naarn, Mitterkirchen, Baumgartenberg, Saxen, Grein und Sankt Nikola vor Donauhochwässern geschützt. 
Unter den vierundzwanzig Gemeinden der Region befinden sich zwei Städte, 16 Marktgemeinden und sechs Gemeinden. In Klammern die Einwohnerzahlen vom 1. Jänner 2024.
| Städte - Grein (2.912) - Perg (9.459) Marktgemeinden - Bad Kreuzen (2.442) - Baumgartenberg (1.844) - Dimbach (1.009) - Klam (961) - Mauthausen (4.922) - Mitterkirchen im Machland (1.766) - Münzbach (1.906) - Naarn im Machlande (3.854) - Pabneukirchen (1.690) - Ried in der Riedmark (4.353) - Saxen (1.711) - Schwertberg (5.512) - St. Georgen an der Gusen (4.405) - St. Nikola an der Donau (801) - St. Thomas am Blasenstein (934) - Waldhausen im Strudengau (2.860) | Gemeinden - Allerheiligen im Mühlkreis (1.256) - Arbing (1.540) - Katsdorf (3.317) - Langenstein (2.567) - Rechberg (1.033) - Windhaag bei Perg (1.546) |

## Ziele

Logo von LEADER

Der Zusammenschluss in der Region Perg-Strudengau ist Teil von LEADER in Oberösterreich, einem Programm zur Entwicklung des ländlichen Raums ab dem Jahr 2000 auf Basis der betreffenden Gemeinschaftsinitiative der Europäischen Union. Die gemeinsamen Maßnahmen haben das Ziel, die Erhaltung und Weiterentwicklung des ländlichen Raumes als funktionsfähiger Lebensraum zu fördern.
Die Zusammenarbeit innerhalb der Region umfasste alle Bereiche und Sektoren wie Landwirtschaft, Wirtschaft, Tourismus, Kultur, Dorfentwicklung, Regionalentwicklung, Nahversorgung, Bildung, Frauen und Jugend.

## Projekte
Die in der Förderperiode 2007 bis 2014 abgewickelten Projekte in Oberösterreich verteilten sich zu 16,4 % auf Landwirtschaft, 27,4 % Erneuerbare Energie, 19,2 % Gewerbe, 8,1 % Tourismus, 4,1 % Dorf- und Regionalentwicklung und Lokale Agenda 21, 3,9 % Kultur, 4,1 % Ländliches Erbe, Naturschutz, Forst, 4,4 % Berufsbildung, 3,3 % Leader-Kooperationen und 9,1 % LAG-Management. Insgesamt standen Fördermittel in Höhe von 83,4 Mio. zur Verfügung, wobei rund Euro 8 Mio. für 108 Projekte in der Region Strudengau entfielen
Die Projekte der Förderperiode 2007 bis 2014 mit dem größten Fördervolumen in den einzelnen Teilbereichen in der Region Strudengau waren:
- Landwirtschaft: Ausbau Obstverarbeitung und -Lagerung
- Bioenergie: verschiedenste Projekte
- Tourismus: Themenpark Kaolinum, Allerheiligen im Mühlkreis
- Dorf- und Stadtentwicklung: Perger Naturerlebensräume
- Natur und Kultur: Neugestaltung Strindbergmuseum
- Bildung: Regionales Qualifizierungsprogramm Strudengau
- Kooperationen: Donausteig Detailplanung, Beschilderung und Rastplätze

### Rad-KulTOUR Donau-Machland-Strudengau
- Museumsland Donauland Strudengau[5]

Die Radwege durch das Machland und den Strudengau verknüpfen die Kulturgüter der Region. Neben dem Donauradweg wurden eine Reihe weiterer Radwege durch die Natur- und Kulturlandschaft unter Einbindung der Erlebnismuseen beschildert:
- Machlandweg
- Museumsweg
- Donau-Auen-Weg
- Naturparkweg
- Keltenweg
- Fünf-Flüsse-Weg

### Kulturregion Strudengau
- Donaufestwochen im Strudengau (Intendanz Michi Gaigg)[6]
- Kulturzentrum Sturmmühle
- Donau-Stand´l in Au an der Donau
- Keltendorf Mitterkirchen
- Gasthof Hader Schlüsselwirt und Seebühne
- Stift Waldhausen
- Landesmusikschule Grein
- Schloss Greinburg

- Grenzfluss Worldjazz Festival (Intendanz Peter Madsen)

### Tourismusregion Strudengau
- Keltendorf Mitterkirchen
- Holzwelten Pabneukirchen
- Kaolinum - Bergbau-Museum und Themenpark in Kriechbaum

### Wanderregion Strudengau
Die Region verfügt über ein ausgedehntes Wanderwegenetz mit lokalen, regionalen und überregionalen Wanderwegen. Seit 2010 führt der Donausteig durch die meisten Gemeinden der Region. Neben diesem erhielten auch eine Reihe von regionalen bzw. lokalen Wanderwege das österreichische Wandergütesiegel:
- Ausblickrunde in Waldhausen im Strudengau
- Enzmilner Kulturwanderweg in Windhaag bei Perg und Münzbach
- Honigschleuderweg in Waldhausen im Strudengau
- Jahreskreisweg in Allerheiligen im Mühlkreis
- Ruine Klingenberg S8, St. Thomas am Blasenstein
- Kulturlandschaftsweg Machland in Klam, Saxen und Baumgartenberg
- NaturKulturWeg in Waldhausen im Strudengau
- Naturparkweg in Rechberg
- Romantiktal-Weg in Pabneukirchen
- Stillensteinklamm in Grein und Sankt Nikola an der Donau
- Wanderweg Stilles Tal, Bad Kreuzen und Pabneukirchen
- Teufelsweg in Mitterkirchen im Machland
- Wohlfühlweg in Dimbach
- Wolfsschlucht in Bad Kreuzen

### Energieregion Strudengau
Die Gemeinden der Region bekennen sich zu den Grundsätzen des Klimabündnis- und Klimarettungsprogrammes. Ziel ist die Steigerung der Umwandlungseffizienz eingesetzter Energie und der Umstieg auf alternative, erneuerbare, nachwachsende und heimische Energieträger. Die Region erreichte beim Wettbewerb Klimaschutzgemeinde 2008 Platz 3.
Bioenergieanlagen wurden mit öffentlichen Förderungsmitteln wie folgt errichtet:
- Verein Nahwärme Arbing
- Ökoenergie Bad Kreuzen
- Nahwärme Dimbach
- Fernwärme Grein
- Nahwärme Münzbach
- AEM-Agrar Energie Münzbach
- Bioenergie Perg
- Biomasseheizung SOS-Kinderdorf Rechberg
- Biomasse Rechberg
- Biomasse - Solarwärme Saxen
- BigPro Eizenau Biogasgemeinschaftsprojekt
- Biomasse St. Thomas am Blasenstein
- Fernwärme Waldhausen
- Bioenergie Windhaag bei Perg

## Medien
Folgende in der Region Strudengau verfügbare Medien konzentrieren sich bei ihrer Tätigkeit ganz oder teilweise auf die lokalen Gegebenheiten in der Region Strudengau, im Bezirk Perg bzw. Mühlviertel. Die damit erzielbaren Reichweiten orientieren sich an der Bevölkerungsanzahl in der Region.
- Zeitungen (wöchentliche lokale Mutationen der Gratiszeitungen Tips (OÖN) und Bezirksrundschau, täglich lokale Seiten für das Mühlviertel als eine von sechs oberösterreichischen Regionen bei den Oberösterreichischen Nachrichten)
- Fernsehen (ORF 2 Oberösterreich, LT1, Dorf (Fernsehsender))
- Radio (Beiträge aus der Region insbesondere bei Radio Oberösterreich, Life Radio, Radio FRO)
- Web TV (Strudengau.tv, blue-danube.tv, sanktnikola.tv, bgb.tv, grein.tv)
- Eventfotografie (Szene Perg)